# Ainsworth (Colombie-Britannique)
Pour les articles homonymes, voir Ainsworth.
Ainsworth ou Ainsworth Hot Springs est une localité historique sur les rives du lac Kootenay en Colombie-Britannique.
Fondée le 31 mai 1883 par George Ainsworth, propriétaire d'une compagnie de bateaux à roues à aubes opérant sur la Columbia, c'est la plus ancienne localité encore habitée sur les rives du lac.
Dès sa fondation, la ville a connu une intense activité minière, liée à l'extraction de plomb argentifère dans le Kootenay. Dès 1889, plusieurs mines sont opérationnelles, dont la Number One, la Skyline, la Little Donald et la Krao. En 1898, Charles Havelock Taylor y construit même une trompe hydraulique de 447 kW pour alimenter les mines en air comprimé. Mais à partir de 1893, Ainsworth et ses mines commencent à décliner, le chemin de fer de Kaslo et Slocan (en) s'arrêtant à Kaslo (en).
De nos jours, les sources chaudes et les grottes de Cody (en), un réseau de tunnels percés par les mineurs afin d'augmenter le débit d'eau thermale, sont une destination touristique appréciée pour le thermalisme et la spéléologie.